# Ordnance QF 18 lb
Il cannone da campagna a tiro rapido Ordnance QF 18 pounder da 18 libbre fu il principale pezzo di artiglieria campale dell'Esercito britannico nel periodo della prima guerra mondiale. Immesso in servizio partire dal 1904 dopo l'esperienza non positiva della guerra anglo-boera, si dimostrò robusto, affidabile e preciso, in grado di competere con i cannoni campali delle altre grandi potenze. Rimase in servizio con varie modifiche fino alla prima parte della seconda guerra mondiale.

## Descrizione
Aveva una bocca da fuoco a filo, scudata, una culatta semplice, congegno di recupero a mollone sistemato parallelamente alla canna, sopra di essa. Infine l'affusto era a coda unica, ovviamente con ruote in legno.
Erano disponibili inizialmente quasi esclusivamente granate shrapnel antipersonale, tipo di proiettile che era lo standard per la maggior parte degli eserciti dell'epoca, finché le esperienze della prima guerra mondiale non dimostrarono che la mancanza di proiettili HE non permetteva alcun successo contro truppe trincerate.

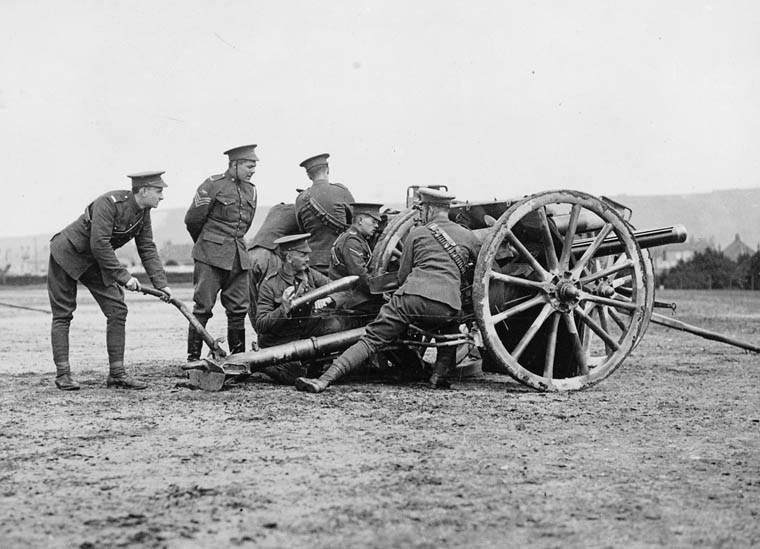
Un cannone campale QF 18 lb in azione durante la prima guerra mondiale.

Quando la guerra scoppiò le sollecitazioni che applicò non erano solo fatali agli uomini, ma anche ai metalli, perché la molla del congegno di recupero si rompeva a seguito di fuoco prolungato, perché quest'artiglieria era pur sempre pensata per una guerra mobile e relativamente poco dispendiosa.
Durante la guerra, però, il 18 libbre venne aggiornato sostanzialmente. Un nuovo cilindro di rinculo idropneumatico, molto più affidabile, venne installato, ma questo fu solo l'inizio.
La coda unica venne sostituita da una divaricabile scatolata, che consentiva di aumentare l'elevazione, con conseguente miglioramento della gittata; il congegno di recupero, di tipo ancora cambiato, ad aria e olio regolabile in pressione, venne posto sotto al cannone; il congegno di chiusura venne cambiato con il nuovo modello Asbury, capace di far raggiungere i 30 colpi al minuto, e infine la culla del cannone riprogettata.
L'artiglieria che ne derivò si chiamò Mk IV, ed era praticamente un nuovo cannone, che stava entrando in produzione giusto alla fine della guerra, e rimase per lungo tempo un cannone standard dell'artiglieria campale britannica, fino a che esso non cominciò ad essere sostituito dal 25 libbre, inizialmente con il nuovo cannone sistemato sul vecchio affusto.
Il 18 libbre era un'arma robusta e affidabile, ancorché carente in gittata, almeno originariamente, a causa dell'alzo ridotto, e con un congegno di recupero originario troppo facilmente sopraffatto dallo stress di tiro prolungato.